# Itamar Procaccia

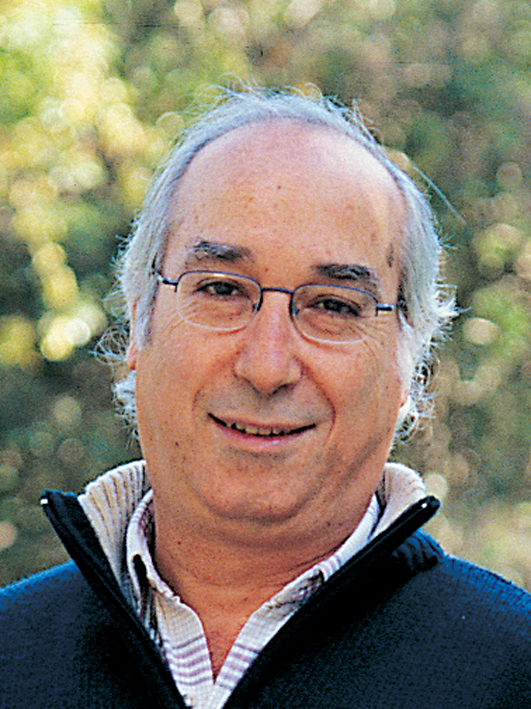
Itamar Procaccia

Itamar Procaccia (* 29. September 1949 in Tel Aviv) ist ein israelischer Physiker und Chemiker, der sich mit nichtlinearer Dynamik und Chaostheorie befasst.

## Leben
Procaccia studierte Chemie an der Hebräischen Universität in Jerusalem mit dem Bachelor-Abschluss 1973 und der Promotion in theoretischer Chemie 1976. Daneben diente er von 1967 bis 1970 und 1973/74 in der israelischen Armee als Offizier. 1977 bis 1979 war er als Post-Doktorand am Massachusetts Institute of Technology. Ab 1979 war er am Weizmann-Institut, an dem er 1985 Professor wurde. Von 1989 bis 2001 war er dort Dekan der Fakultät für Chemie.
Er befasst sich unter anderem mit Turbulenz, Fraktalen und amorphen Substanzen (Glas). Er arbeitete unter anderem mit Leo Kadanoff in Chicago und Predrag Cvitanović in Kopenhagen (Nordita) zusammen. Mit Peter Grassberger führte er 1983 die Korrelations-Dimension in die Chaostheorie ein und den Grassberger-Procaccia Algorithmus zu seiner Berechnung. Sie dient zur Berechnung Fraktaler Dimensionen und der Kennzeichnung Seltsamer Attraktoren.
Er war Gastprofessor unter anderem an der City University of New York, am IHES, der Nordita, am Isaac Newton Institute, in Hongkong, der Rockefeller University, der École Normale Supérieure in Lyon, in Brasilien, Mexiko und mehrfach an der University of Chicago.
Er ist Fellow der American Physical Society, des Institute of Physics und Mitglied der Leopoldina, der Königlich Dänischen Akademie der Wissenschaften und der Academia Europaea (2017). 2009 erhielt er den Israel-Preis für Physik. 2012 erhielt er von der Universidade do Estado do Rio Grande do Norte den Ehrendoktortitel.
Er ist verheiratet und hat zwei Kinder.

## Schriften
- mit Peter Grassberger: Measuring the Strangeness of Strange Attractors, Physica D, Band 9, 1983, S. 189–208
- mit Peter Grassberger: Characterization of strange attractors, Phys. Rev. Lett., Band 50, 1983, S. 346–349